# Luke Air Force Base

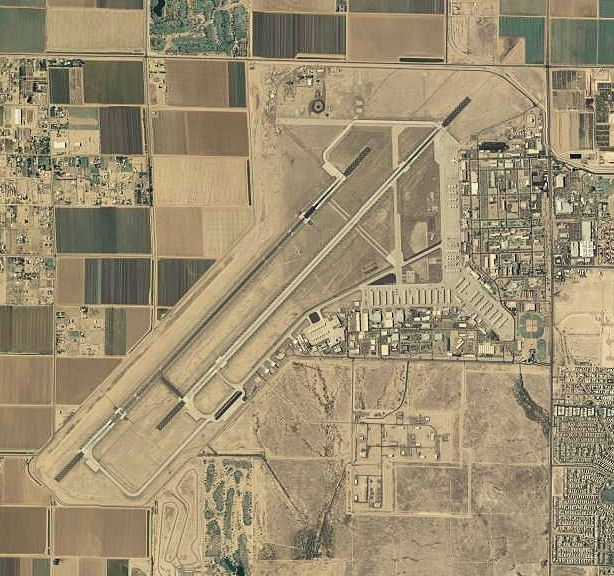
Luke Air Force Base.

La Luke Air Force Base est une base aérienne de l'United States Air Force (USAF) située près de Glendale, dans le comté de Maricopa, dans l'Arizona.

## Historique
Le premier F-15B Eagle pris en compte par l'USAF le 14 novembre 1974 est affecté au 555th Tactical Fighter Training Squadron basé sur cette base.
Elle est nommée en référence à l'aviateur Frank Luke.